# 西寶綠珠螺
西寶綠珠螺（学名：Smaragdinella sieboldi）为翡翠螺科翡翠螺屬下的一个种。